# 罗阿尔·阿蒙森
罗阿尔·恩格尔布雷格特·格拉夫宁·阿蒙森（挪威語：Roald Engelbregt Gravning Amundsen，1872年7月16日—1928年6月18日）是一位挪威極地探险家，于1872年12月16日出生在挪威的布隆尼，于1928年6月18日在北冰洋失踪。
1911年至1912年，他领导的探险队為第一支到达南极点的探险队。他们于1911年12月14日到达南极，1912年3月7日这个消息才传播出来。他们的探险队比英国人罗伯特·斯科特领导的早一个月到達。其探险队是毫无争议的最早到达南极的探险队。他还是第一个穿越西北水道的探险家。1928年“意大利号”飞艇在北极遇难，阿蒙森乘飞机前去营救时失踪，他的飞机至今没有被找到。南极点上的阿蒙森-史考特南極站以他与他的竞争者斯科特命名，月球南极的一个比较大的撞击坑也以他命名为阿蒙森环形山。

1911－12年南極探險。
(綠)史考特；(紅)阿蒙森。勘误：埃文斯死于2月17日。

## 早年

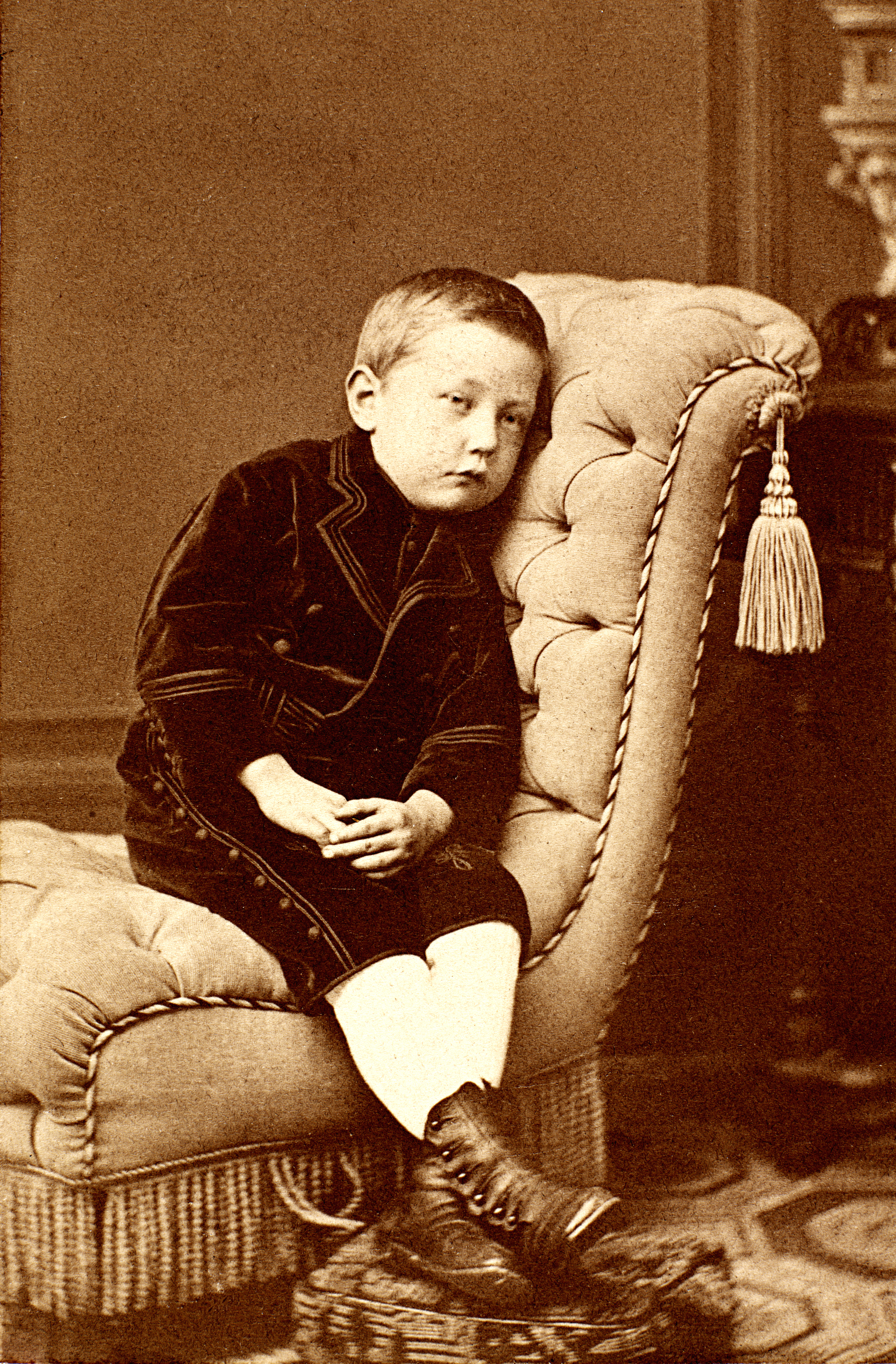
儿童时代的罗阿尔·阿蒙森

罗阿尔出生于位于腓特烈斯塔和萨尔普斯堡之间的一个挪威小镇博尔格。他父亲延斯·阿蒙森是个船主和船长，罗阿尔是他的第四个儿子。罗阿尔的母亲不希望他从事航海行业，热切希望他成为医生。虽然罗阿尔在他母亲生前一直遵从她的愿望，但在其逝世后，21岁的罗阿尔还是退学选择航海作为其一生的事业。罗阿尔对航海探险的兴趣是来自于弗里乔夫·南森1888年跨越格陵兰的探险和約翰·富蘭克林的最后的探险。最终，他选择了频繁探险的人生。

## 極地探險

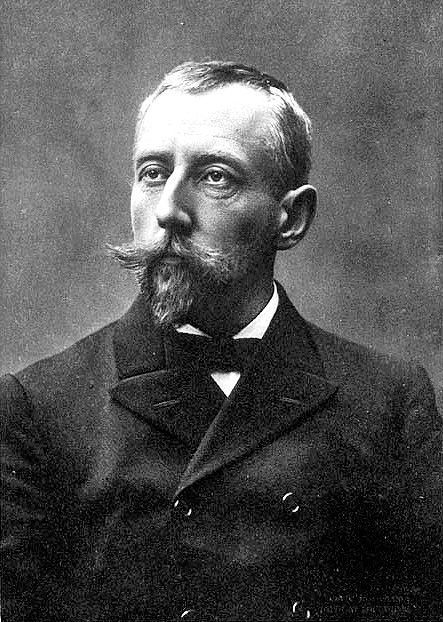
罗阿尔·阿蒙森

### 比利時號南極探險（1897－1899）

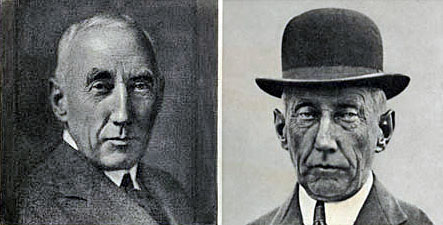
罗阿尔·阿蒙森的肖像

罗阿尔·阿蒙森在1897年至1899年加入比利時南極探險，擔任大副。探險是由亞得里安·傑拉許帶領，使用船隻是比利時號，是第一個在冬季前往南極探險的隊伍
。不過船隻因為海冰，一度卡在亞歷山大一世島附近南緯70°30′的位置。在沒有足夠準備的情形下，船員在船上忍受了一整個冬季。依阿蒙森的估計，在缺乏柑橘類水果的情形下．探險隊的醫生弗雷德里克·庫克用狩獵動物並讓船員食用生肉的方式，使船員直接從肉品中補充維生素C，免於壞血病的威脅，並且可以充飢。這對阿蒙森未來的探險是很重要的經驗。

### 西北水道（1903－1906）
罗阿尔·阿蒙森在1903年乘小船從大西洋進入西北水道，3年後到達阿拉斯加，成為第一個乘船通過整個西北水道的人。

### 南極探險（1910－1912）

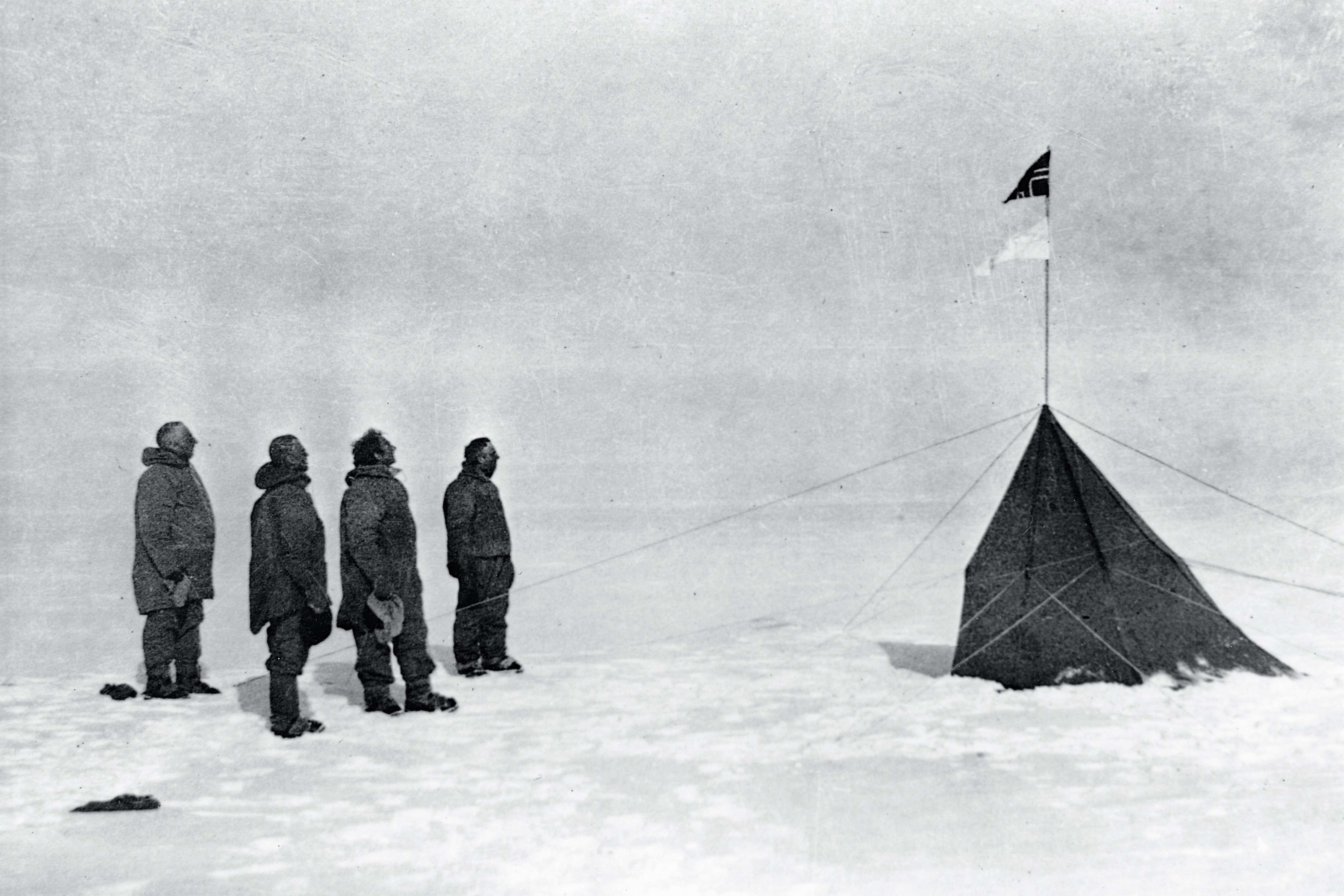
1911年，罗阿尔·阿蒙森和其隊員看著在南極的挪威旗幟

阿蒙森本來接下來要探索北極及北极海盆，而他在1909年時聽到美國人罗伯特·皮里和弗雷德里克·库克分別都宣稱已率領探險到達北極，阿蒙森知道他的北極之旅很難募集資金，因此改為探索南極大陸。阿蒙森沒有清楚表達自己的意圖，他在挪威的支持者及英國人罗伯特·斯科特覺得被誤導。斯科特在那一年計劃要探索南極。阿蒙森使用之前弗里德乔夫·南森曾用過的前進號，於1910年6月3日離開奧斯陸南進。在馬德拉時阿蒙森提醒船員他們會前往南極，並發了一封電報給斯科特，內文為「僅告知你前進號正前往南極——阿蒙森」。
將近六個月後，他們在1911年的1月14日，到了羅斯冰架的東角（當時稱為「大冰障」），在一個稱為鯨灣的大入口處，探險隊建立了大本营，稱為。阿蒙森沒有選擇之前在南極探險時穿的厚重羊毛衣物，而選擇類似因纽特人穿的皮衣。

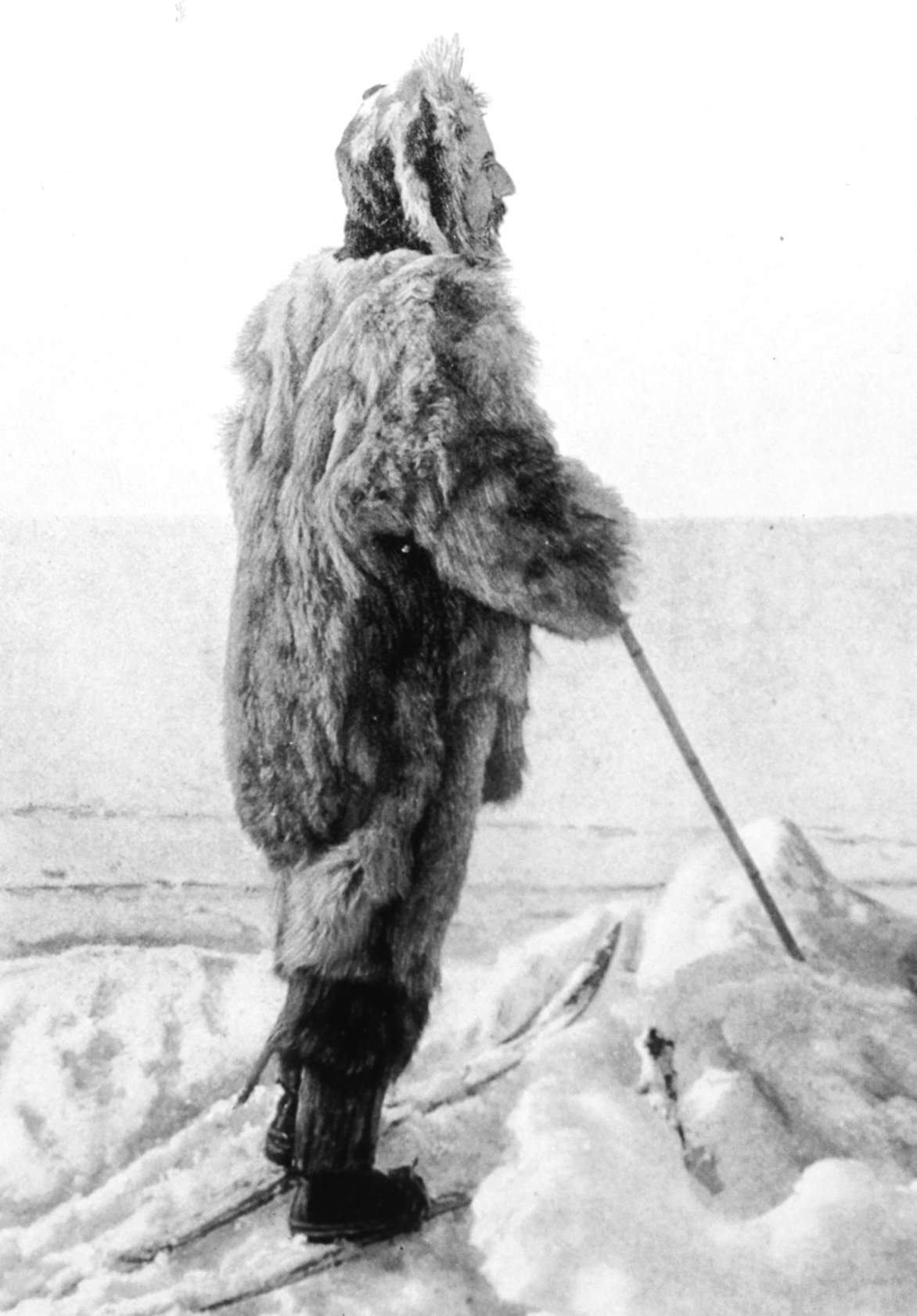
罗阿尔·阿蒙森

利用滑雪及狗拉雪橇為運輸方式，阿蒙森他們在冰障的南方，南緯80°、81°及82°處，沿著一條直接通往南極的路上建立三補給站。阿蒙森也決定在路上殺掉一些狗，作為生肉的來源。包括、及的小隊在1911年9月8日出發，但因為酷寒的溫度，不得不放棄他們旅程。艱苦的旅程也帶來了探險隊中的一次爭執，最後阿蒙森派和另外二人去探索愛德華七世地。
第二次的小隊成員包括、阿蒙森，在1911年10月19日離開大本营，帶了四隻雪橇和52隻狗。沿著當時已知的阿塞爾海伯格冰川，經過四天的攀登後到達极地高原的边缘。在12月14日小隊中的五個人帶著16隻狗抵达了南極点（90° 0′ S）。他們比斯科特的探險隊早了33到34天。阿蒙森將他們的南極營地命名為（極地之家），並將南極高原重新命名為「哈康七世高原」（King Haakon VII’s Plateau）。他們留下了一個小帳篷和信，若他們無法平安的回到大本营，可以以帳篷和信說明他們第一個到達南極的成就。
小隊在1912年1月25日回到大本营，只剩下11隻狗。他們離開南極大陸前往澳洲的荷巴特，阿蒙森在1912年3月7日在荷巴特宣佈了他們是第一個到達南極的探險隊，並發出電報告訴支持者。
阿蒙森南極探險的成功是在於謹慎的規劃、良好的裝備、合適的服裝、簡單的前期任務（阿蒙森沒有去测量他往南極的路線，有的只有兩張照片）、了解狗及其乘載能力，以及有效的利用滑雪板。相較於斯科特探險隊的不幸，阿蒙森的探險比較平順。
阿蒙森如此評斷他的南極探險：
最重要的因素是探险的准备如何，你必须要预见可能出现的困难，遇到了该如何处理或者如何避免。成功等待那些井井有条的人，人們称之为好運氣；对于那些不能预见困难并及时做出应对的人来说，失敗是必然的，人們称之为壞運氣。——出自罗阿尔·阿蒙森的《南極》，http://www.joytraveller.com/ency.aspx?id=11&bid=48
阿蒙森將南極探險的經過寫在《南極：記載在前進號上的挪威南極探險，1910－12》（1912）。

## 東北水道（1918－20）
1918年，阿蒙森以一艘名为莫德的新船开始探险，一直持续到1925年。莫德被小心翼翼地通过东北通道，从西向东穿过冰层。和他一起参加这次探险的还有奥斯卡·威斯汀和赫尔默·汉森，他们两人都是到达南极的探险队的成员。此外,Henrik Lindstrøm是包括作为一个厨师。他中风了，身体非常虚弱，无法参加比赛。
这次探险的目的是探索北冰洋的未知区域，这是受到了弗里德约夫·南森早期与弗拉姆一起探险的强烈启发。计划是沿着西伯利亚海岸航行，进入比南森更远的北部和东部的冰层。与阿蒙森早期的探险不同，这次探险预计会为学术研究提供更多的资料，阿蒙森还携带了地球物理学家哈拉尔德·斯维德鲁普。
航行的方向是喀拉海的东北方向。阿蒙森计划将莫德冰封在极地冰帽中，然后向北极漂移——就像南森对框架所做的那样——他在切尔留斯金角外这么做了。但是，冰变得如此之厚，以至于这艘船无法挣脱，尽管它是为在如此厚重的冰中航行而设计的。1919年9月，船员们把船从冰里放了出来，但在新西伯利亚群岛和弗兰格尔岛之间的某个地方呆了11天后，船又结冰了。
在此期间，阿蒙森的手臂骨折，并遭到北极熊的攻击。因此，他很少参加户外活动，如乘坐雪橇和打猎。他、汉森和威斯汀，以及另外两个人，乘坐狗拉雪橇，踏上了1000多公里(620英里)以外的阿拉斯加诺姆的探险之旅。但是他们发现，白令海峡的冰并不是固态的，不能被穿过。他们从阿纳迪尔发了一份电报，标明了他们的位置。
阿蒙森在冰雪中度过了两个冬天，但还没有达到在北极上空漂流的目标，于是他决定去诺姆修船并购买给养。岸上的几名船员，包括汉森，没有按时回到船上。阿蒙森认为汉森违反了合同，并开除了他的船员。
第三个冬天，莫德在白令海峡西部被冻住了。她最终获得了自由，探险队向南航行，在1921年到达美国西北太平洋地区的西雅图进行维修。阿蒙森回到挪威，需要整顿他的财务状况。他带走了两个年轻的土著女孩，一个4岁，他收养了卡科尼塔和她的同伴卡米拉。然而，当阿蒙森两年后破产时，他把女儿们送到卡米拉住在俄罗斯东部的父亲那里去照顾
1922年6月，阿蒙森回到了驶往诺姆的莫德。他决定从计划中的海军远征改为空中远征，并安排包租一架飞机。他把探险队分成两部分:一部分由他带领，准备过冬，准备1923年飞越南极。在威斯汀的指挥下，莫德岛上的第二支队伍继续执行原来的计划，在冰层中飘过北极。这艘船在新西伯利亚群岛以东的冰层中漂流了三年，从未到达北极。阿蒙森的债权人最终将其作为抵押，以偿还不断增加的债务。

## 北极的空中探险
1923年飞越南极的尝试失败了。挪威皇家海军的阿蒙森和奥斯卡·奥姆达尔（Oskar Omdal）试图从阿拉斯加的温赖特（Wainwright）飞到北极的斯匹次卑尔根岛。当他们的飞机损坏时，他们放弃了这次旅行。为了筹集更多的资金，阿蒙森于1924年在美国各地巡回演讲。虽然他无法到达北极，但这次探险的科学成果，主要是斯维德鲁普的工作，已被证明具有相当大的价值。在阿蒙森派去执行任务的两名宇航员彼得·特西姆（Peter Tessem）和保罗·克努森（Paul Knutsen）遭遇厄运的旅途中，许多精心收集的科学数据都丢失了。后来，俄罗斯科学家尼古拉·乌尔托采夫（Nikolay Urvantsev）从被遗弃在喀拉海岸边的地方取回了这些科学材料。
1925年，在林肯·埃尔斯沃斯、飞行员赫贾马尔·里泽-拉森、飞行机械师卡尔·费希特和其他两名队员的陪同下，阿蒙森驾驶两艘“多尼埃Do J”号飞行艇——N-24号和N-25号——向北航行87°44′。这是当时飞机到达的最北纬。飞机在没有无线电联络的情况下，在相距几英里的地方着陆，但机组人员设法重新团聚。N-24已经损坏。阿蒙森和他的机组人员花了三个多星期的时间清理一条从冰中起飞的飞机跑道。他们铲了600吨冰，每天只吃一磅（400克）的口粮。最后，六名机组人员被装进了N-25。在一次非凡的壮举中，赖泽-拉森起飞了，他们几乎没有在开裂的冰面上飞行。当所有人都认为他们永远迷失了的时候，他们胜利地回来了。
1926年，阿蒙森和其他15个人(包括埃尔斯沃斯、赖泽-拉森、奥斯卡·威斯汀，以及由航空工程师翁贝托·诺比尔领导的意大利空乘人员)乘坐诺比尔设计的飞艇“诺格”（Norge）首次飞越北极。他们在1926年5月11日离开斯匹次卑尔根群岛，在5月12日飞越北极，第二天在阿拉斯加着陆。
极地优先的争论
之前有三个人声称已经到达北极：1908年的弗雷德里克·库克（Frederick Cook）、在1909年的罗伯特·皮里、还有在1926年聲稱在发明“诺格”號飛船的前几天到達的李察·柏德。一些人对他的说法提出了质疑，认为他的准确性令人怀疑，或者是彻头彻尾的欺诈。如果这些其他的说法都是假的，那么“诺格”号的船员将是第一批被证实到达北极的探险者，他们在1926年乘坐“诺格”号浮过北极。如果说挪威探险队是第一支到达北极的探险队，阿蒙森和奥斯卡·威斯汀则是第一批同时到达北极和南極的人。

## 以阿蒙森為名的事物
許多事物及地點都起名為阿蒙森：
- 阿蒙森-斯科特南極站是以阿蒙森及斯科特為名。
- 阿蒙森海是南冰洋的一部分。
- 南極洲上的阿蒙森冰川。
- 南極洲上的阿蒙森灣。
- 南極洲上的阿蒙森山。
- 阿蒙森灣屬於北冰洋的一部分，在加拿大西北地區的海岸外，阿蒙森灣的另一側是班克斯島及维多利亚岛的西邊。
- 月球南极的一个比较大的环形山也以他命名为阿蒙森环形山。

## 著作
- 《南极》(1912)
- 《我作为探险家的一生》(1927)

## 外部連結
- The Fram Museum (Frammuseet)
- Map of Amundsen's and Scott's South Pole journeys at The Fram Museum (Frammuseet)
- Arctic Passage （页面存档备份，存于） at PBS' Nova site has photographs, maps, excerpts from Amundsen's autobiography （页面存档备份，存于） and an interview with Roland Huntford （页面存档备份，存于）.
- Roald Amundsen article at south-pole.com （页面存档备份，存于）
- 70South – information on Roald Amundsen
- Short biography from Norwegian Foreign Ministry
- DIO vol.10 2000（页面存档备份，存于） Amundsen's unparalleled record of polar firsts, including evidence that he was 1st to each geographical pole.
- The Last Place On Earth （页面存档备份，存于） 1985 serial depicting the race between Amundsen (played by Sverre Anker Ousdal) and Scott.
- Roald Amundsen At Find A Grave
- The Red Tent （页面存档备份，存于） Sean Connery plays Amundsen
- Villemont （页面存档备份，存于） Roald Amundsen Legacy at VILLEMONT
- Search for Amundsen's crashed plane

罗阿尔·阿蒙森的著作
- Roald Amundsen的作品  - 古騰堡計劃 (plain text and HTML)
- Works by Roald Amundsen at Internet Archive and Google Books (scanned books original versions color illustrated)
- Works by Roald Amundsen via LibriVox (audiobooks)
- The South Pole Arthur G. Chater's 1912 translation (HTML)
- WorldCat 聯合目錄中罗阿尔·阿蒙森的著作或與之相關的著作